# Gare de Shinkyūdaigakumae
La gare de Shinkyūdaigakumae (鍼灸大学前駅, Shinkyū-Daigaku-mae-eki) est une gare ferroviaire située à Hiyoshi, dans la ville de Nantan, dans la préfecture de Kyoto au Japon, située sur la ligne principale San'in. La gare est exploitée par la compagnie JR West. Son nom vient de l'université Meiji de Médecine complémentaire (en), située tout près.

## Situation ferroviaire
La gare de Shinkyūdaigakumae est située au point kilométrique (PK) 44,3 de la ligne principale San'in. Elle se trouve au numéro 9-6 dans le bloc d'Iwagashita (岩ヶ下) du quartier Honoda (保野田) du secteur Hiyoshi (日吉町) de la ville de Nantan.

## Histoire
La construction débute en juillet 1995. Elle s'inscrit dans une demande de l'université Meiji de Médecine orientale (en) (明治鍼灸大学), voulant rendre son campus plus accessible pour ses étudiants, ainsi que pour les clients externes de son hôpital affilié (ja). L'université investit ainsi 49 millions de yens pour la construction d'une nouvelle gare plus proche. La gare de Shinkyūdaigakumae est ouverte dans le bourg de Hiyoshi du district de Funai le 16 mars 1996 entre les gares de Hiyoshi, renommée le même jour, et de Goma (ja), par JR West, dans le cadre de l'électrification de la ligne principale San'in entre Sonobe et Ayabe. La nouvelle gare est alors administrée par le bureau ferroviaire (ja) de Maizuru (舞鶴鉄道部).
Le 1er juillet 2006, avec la suppression de ce bureau, la gare de Funaoka est depuis administrée par la succursale Fukuchiyama de JR West (ja), dont le gestionnaire est la gare de Nishi-Maizuru. Quelques années plus tard, la gare gestionnaire de la succursale de Fukuchiyama est devenue la gare d'Ayabe. Le 1er avril 2008, après le changement du nom de l'université Meiji de Médecine orientale en « Université Meiji de Médecine complémentaire », JR West a annoncé ne pas avoir l'intention de changer le nom de la gare pour refléter le nom actuel de l'université. Le 14 août 2010, une cérémonie y a lieu pour commémorer les 100 ans de l'inauguration des gares de Hiyoshi et de Goma. À partir du 13 mars 2021, les cartes à puce ICOCA sont utilisables à la gare de Shinkyūdaigakumae. Le 1er juin 2022, la gare est désormais gérée par la gare de Fukuchiyama.

## Service des voyageurs

### Accueil

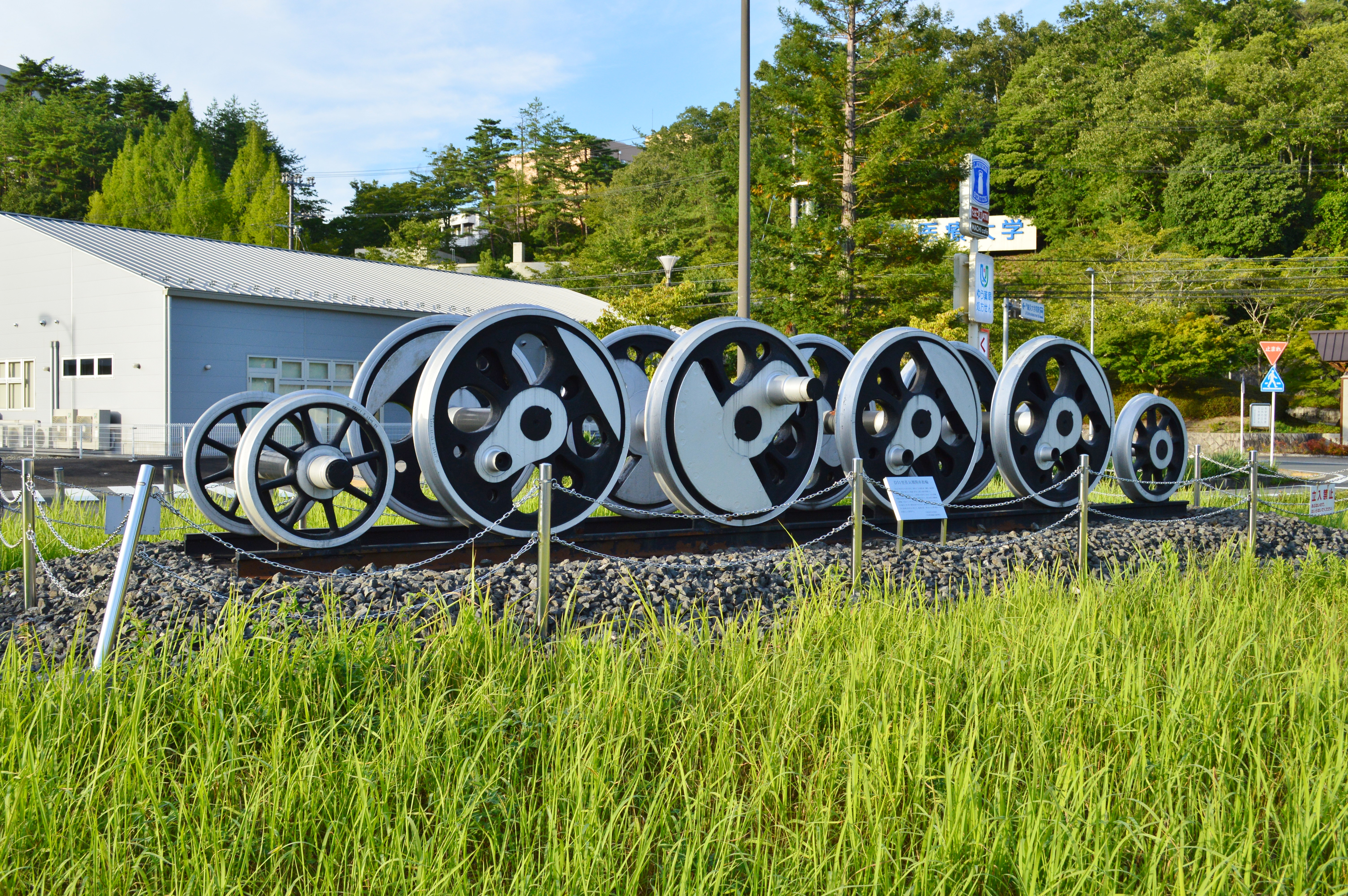
Roues de locomotive JNR classe D51 exposées devant la gare.

La gare est construite au niveau du sol et dispose d'un seul quai, à l'est de la seule voie. Elle est la seule gare électrifiée de la ligne entre Kyoto et Kinosaki-Onsen à ne pas avoir d'évitement. Elle dispose d'un bâtiment voyageurs construit en béton. Sans employés, elle est gérée directement par la gare de Fukuchiyama, mais dispose d'un distributeurs de titres de transport à l'entrée, ainsi que de toilettes unisexes et une salle d'attente. On y trouve également un portillon d'accès compatible avec le service ICOCA,.
Le bâtiment voyageurs est relié au stationnement et au rond-point du centre de formation aux adultes de Nantan via une passerelle, dû au fait que la rivière Goma (ja) coule entre les deux endroits. Dans le stationnement se trouve une supérette et un arrêt d'autobus.
Les roues de locomotive disposées devant la gare ont été dévoilées en 2010, dans le cadre du 100e anniversaire de l'ouverture des gares de Goma et de Hiyoshi.

### Desserte
La gare comprend un unique quai, faisant face au quai, disposé de la façon suivante :
- Ligne principale San'in
  - direction Sonobe et Kyoto, direction Ayabe et Fukuchiyama

### Gares adjacentes
| «       |  | Service                                 |  | »         |
| ------- |  | --------------------------------------- |  | --------- |
| Hiyoshi |  | Ligne principale San'in (service local) |  | Goma (ja) |

### Intermodalité
Les autobus du réseau d'autobus municipal de Nantan (ja) desservent la gare, à l'arrêt du même nom, nommément les lignes Goma (胡麻線) et Seki (ja) (世木線).

## Dans les environs
La gare se trouve tout près de l'éponyme université Meiji de Médecine complémentaire (en) et son hôpital affilié. Directement à l'est de la gare se trouve le centre de formation aux adultes de Nantan ainsi que la succursale Hiyoshi de la bibliothèque municipale de Nantan. À 700 mètres au sud-est se trouve les sanctuaire shinto Koamawaka-jinja (小雨若神社) et Iwagami-jinja (岩上神社).